# ФФЛ Бохум
Ферайн фюр Лайбесюбунген Бохум 1848 (на немски: Verein für Leibesübungen Bochum 1848) или ФФЛ Бохум (на немски: VfL Bochum) – произнася се „Фау Еф Ел Бохум“ – е германски футболен отбор от град Бохум, провинция Северен Рейн-Вестфалия, Германия. Членове на спортния клуб са около 5000 души, от които около 2300 са футболисти. Футболното подразделение на клуба играе в Първа Бундеслига. Освен футбол, другите спортове, които се упражняват са: бадминтон, баскетбол, фехтовка, хандбал, хокей, лека атлетика, плуване, спортни танци, тенис, тенис на маса, гимнастика и волейбол.

## История

### Основаване
Днешният спортен клуб Бохум съществува от 15 април 1938 г. Тогава по заповед на нацисткото правителство конкурентните отбори в няколко града, включително и Бохум, се концентрират в един общ клуб – Гимнастическо обединение 1848 Бохум, ТуС 08 и Германия 1906 се сливат във Фау Еф Ел Бохум 1848.

#### Германия 1906 Бохум
Германия 1906 Бохум е един от най-старите спортни клубове в Бохум. Основаният през 1908 г. отбор обединява през 1924 г. Еф Це 1906 Бохум и Форвертс Бохум. От основаването на лигата през 1933 г. до сливането Германия принадлежи към Гаулига Вестфалия, където през 1936 г. става вицешампион след рекордния първенец Шалке 04. Новият отбор на Бохум получава лиценза на Германия Бохум.

#### 1848 Бохум и ТуС Бохум 08
Другите два предщественика на Фау Еф Ел имат общи корени: ТуС се отделя през 1924 г. от 1848 Бохум.
Незевисимо от числото в името Гимнастическото дружество 1848 Бохум е основано на 18 февруари 1849 г. През 1852 г. клубът е забранен, а през 1860 г. е преоснован под същото име. Едва през май 1904 г. числото 1848 е включено в наименованието на отбора. Тя произхожда от публикувана статия в бохумски вестник на 26 юли 1848 г., която инициира основаването на клуба през последвалата година.
На 31 януари 1911 г. се основава футболното подразделение на гимнастическото дружество, което от 1919 г. включва и съседния отбор СуС 08 Бохум. След конфликта между футболните и спортните дружества през 1924 г. единният клуб се разделя на Гимнастическо обединение 1848 Бохум и ТуС 08 Бохум.
Последните се класират в Гаулига Вестфалия през 1935 г., но изпадат отново след две години като предпоследни.
Фау Еф Ел наследява числото 1848 от гимнастическото дружество, но клубът фактически започва съществуването си от 1938 г.

### 1938 – 1945: Гаулига
След създаването на „супер отбора“ Бохум става отново вицешампион на Вестфалия през сезон 1938/39, а през 1939/40 и 1941/42 завършва трети. През 1943 г., заедно с Пройсен 07 Бохум, е формиран общ военен отбор, който обаче провежда само две срещи до 1944/45.

### 1945 – 1965: Следвоенни години
За разлика от другите принудително създадени отбори през 1938 г., Бохум не се разделя след Втората световна война. През първите следвоенни години клубът играе незначителна роля във футболния живот. Едва след осем години в Провинциална лига Вестфалия, Аматьорска лига Вестфалия и Втора дивизия Запад, Бохум успява да се класира в елитната Оберлига Запад. Конкуренцията на класическите миньорски отбори е силна и бохумци не успяват да се наложат – в повечето случаи завършват в долната половина на таблицата, а през 1955 и 1961 г. изпадат като последни. През 1956 г. те незабавно се връщат в елита, но след второто си изпадане следва ново пропадане в третодивизионната Аматьорска лига Вестфалия.
През 1965 г. Бохум се класира с помощта на късмета във второразредната Регионална лига Запад. В баражите за класиране между победителите от двете аматьорски дивизии между Бохум и Еркеншвик отборите си разменят по една победа (4:1 и 2:3). След третата среща, завършила 1:1 след продължения, жребият е в полза на Фау Еф Ел.

### 1965 – 1971: От Регионалната лига до Западен първенец
След като през първото си участие в лигата Бохум завършва едва на 12 място, от 1966 г. отборът принадлежи към най-добрите в регионалната група. През 1971 г. под ръководството на треньора Херман Епенхоф тимът успява да се класира на място, даващо право на класиране в Първа Бундеслига след седем победи от осем срещи. Освен това бохумци печелят второ първенство на Запада подред през същата година. През 1968 г. Бохум губят финала за Купата на Германия на Зюдвест-Щадион в Лудвихсхафен с 1:4 от Кьолн.

### 1971 – 1993: „Неизпадащите“
През следващите 20 години отборът се задържа в елита, без да успее да финишира на по-предно място от осмото (сезон 1978/79). Поради това рурският отбор е наречен „сивата мишка“ на Първа Бундеслига. Отборът предимно заема класирания в средата на таблицата, нерядко и в зоната на изпадащите, а след края на всеки сезон често се разделя с най-добрите си играчи поради финансови причини. Клубът се превръща в истински специалист по оцеляването в Първа Бундеслига, като води дълга и безмилостна борба за оставане, което им носи прозвището „неизпадащите“. През 1990 г. Бохум завършва 16-и, но въпреки това остава в първа лига след два баража за оставане срещу Саарбрюкен: първата среща в Саар е спечелена от Бохум с 1:0 след гол от дузпа на Торстен Легат, а в реванша домакините от Рур треперят до последно след като изостават в резултата, но Уве Лайфелд носи изравняването 1:1.

### 1993 – 1996: Изпадане и класиране номер 1 и 2
През лятото на 1993 г. Бохум за първи път изпада от Първа Бундеслига след 22 сезона в елита. След като клубът се спасява след бараж през 1990 г., сега бохумци остават само на една точка след Динамо Дрезден в класирането, които на свой ред се спасяват. След само 8 точки през есенния полусезон (за победа все още се дават 2 точки), борбата за оцеляване през пролетта под ръководството на наставника Юрген Гелсдорф се оказва напразна. Последната възможност за спасение, макар и по служебен път, е отказана от ръководството на Германския футболен съюз, който наказва отбора от Дрезден с отнемане на точки поради проблеми с лиценза от следващия сезон.
Така започват години на постоянно криволичене на представянията на Бохум между първа и втора лига. През първия си сезон във Втора Бундеслига Бохум безапелационно печели първото място и се връща в елита, като води в класирането от втория кръг до края. Въпреки това през 1995 г. следва ново изпадане във втора дивизия. Юрген Гелсдорф се оттегля от поста си в течение на созона и е заменен от Клаус Топмьолер. Три кръга преди края Бохум губят решаваща среща в Юрдинген с 1:2. При Топмьолер клубът отново завършва първи във втора лига с преднина от 17 точки от място, не даващо право на квалификация и 12 точки пред втория Арминия Билефелд.

### 1997 – 1998: Купа на УЕФА и запазване на елитния статут
Стабилизирането на Бохум в елита се отдава на Топмьолер, а през сезон 1996/97 треньорът води футболистите си към значим успех: новакът в Първа Бундеслига получава правото да играе в турнира за Купата на УЕФА след като завършва пети в първенството за първи път в историята си. При участието си в европейския турнир бохумци преодоляват Трабзонспор и Брюж, макар и след загуби в първите срещи, а след това сините срещат гранда Аякс Амстердам. Макар че в първата среща повеждат с 2:0 като гост, германците губят срещата с 2:4 и в крайна сметка отпадат от турнира.

### 1999 – 2002: Изпадане и класиране номер 3 и 4
След европейското участие следват нови прояви на непостоянство – Бохум отново изпадат през 1999 г. и 2001 г., но и в двата случая прекарва само една година във второто ниво на германския футбол, като се завръща в елита. Последното класиране в Първа Бундеслига през 2002 г. е подсигурено след победа с 3:1 в Аахен срещу домакините от Алемания.

### 2003 – 2005: Оставане в Бундеслигата, ново участие за Купата на УЕФА и ново изпадане
Под ръководството на специалиста Петър Нойрурер Бохум играе много успешно през сезон 2002/03 и дори за няколко кръга води класирането. В края на сезона тимът завършва девети.
Последвалата година е най-успешната в историята на клуба, като рурският отбор завършва сезона на престижното пето място пред реномираните си съседи от Борусия Дортмунд и Шалке 04. Петото място отново дава шанс за изява на европейската сцена, а активът от 56 точки никога преди това не е бил постиган от предшествениците на Фау Еф Ел. За отбелязване също е и постижението, че в 13 от всичките си домакински срещи отборът не допуска гол, а вратарят Рейн ван Дуйнховен изиграва 911 минути без попадение на Рурщадион – рекорд и до днес.
Характерното за клуба непостоянство на изявите се проявява и през сезона 2004/05, когато сините отпадат рано от Купата на УЕФА, а в края на сезона отново изпадат. Нойрурер подава оставка след последния кръг, въпреки победата с 1:0 над Хамбург.

### 2006−днес: Класиране и борба за оставане
За новия сезон във Втора Бундеслига 2005/06 за треньор е привлечен щвейцареца Марсел Колер, а от 1 април 2006 г. за мениджър е назначен Щефан Кунц. Равносметката в края на кампанията е, че Бохум отново е шампион на втора лига и се класира за Първа Бундеслига. Петте директни класирания за елита правят от Фау Еф Ел специалист във връщането в първа лига.
Новите попълнения за новата година са десния защитник Бенямин Лензе (Нюрнберг), Кристоф Дабровски (Хановер 96), Оливер Шрьодер (Херта Берлин), Иво Иличевич (Дармщат 08), вратаря Александер Баде (Кьолн) и нападателя Бенямин Ауер (Майнц 05). Малко след началото на сезона за заместник на Еду под наем е привлечен гръцкият национал Теофанис Гекас с опция за закупуването му в случай на оставане на отбора в елита. През зимната пауза в Бохум пристигат и чешкият вратар Ярослав Дробни, алжирският защитник Антар Яхия и камерунският нападател Жоел Епале.
Целта на отбора е постигната и сините запазват мястото си в Първа Бундеслига след изиграването на последния кръг. Това става на 5 май 2007 г. след победа с 3:0 като гости на Хамбург – пета победа от шест мача. Бохум завършва сезона на осмо място с победа над Борусия Мьонхенгладбах, Теофанис Гекас става голмайстор на Първа Бундеслига с 20 попадения, а четирите поредни победи като гост, постигнати през кампанията, са нов рекорд на клуба. През лятото Гекас и Звездан Мишимович напускат Рурщадион и са продадени на Байер Леверкузен и Нюрнберг.
През следващите два сезона, както обикновено, Бохум се борят до последно срещу изпадането. Това е постигнато успешно с 12-о място през 2008 г. и 14-о място през 2009 г.

## Успехи
Бохум никога не успява да спечели национално отличие, а може да се гордее само с участие в Първа Бундеслига за около 30 години, две участия в турнира за Купата на УЕФА и финал за Купата на Германия. Три пъти голмайсторът на бундеслигата е от състава на Бохум – Щефан Кунц (1985/86 - 22 гола), Томас Кристиансен (2002/03 - 21 гола) и Теофанис Гекас (2006/07 – 20 гола).

### Бундеслига, Купа на Германия
- Финал за Купата на Германия (2): 1968 и 1988;
- Първенец на Втора Бундеслига (3): 1993/1994, 1995/96 и 2005/06;
- Класиране в Първа Бундеслига (6): 1971, 1994, 1996, 2000, 2002, 2006;
- Участия за Купата на УЕФА (2): 1996/97 и 2003/2004 след пети места в крайното класиране;
- Три участия за Купата на лигата;
- Трикратен водач на класирането в Първа Бундеслига (до лятото на 2009 г.);
- Вечно класиране на Първа Бундеслига (до 05/2008): 12 място, 1314 точки.

### Бохум в Европа
- 1. Кр. = Първи кръг
- 2. Кр. = Втори кръг
- 1/8 = Осминафинал

| Сезон   | Турнир       | Кръг   | Страна | Клуб           | Резултат     |
| ------- | ------------ | ------ | ------ | -------------- | ------------ |
| 1997/98 | Купа на УЕФА | 1. Кр. |        | Трабзонспор    | 1 – 2, 5 – 3 |
|         |              | 2. Кр. |        | Брюж           | 0 – 1, 4 – 1 |
|         |              | 1/8    |        | Аякс Амстердам | 2 – 4, 2 – 2 |
| 2004/05 | Купа на УЕФА | 1. Кр. |        | Стандард Лиеж  | 0 – 0, 1 – 1 |

### Рекордни срещи
- Най-изразителни домакински победи: 6:0 срещу Санкт Паули (Първа Бундеслига 1996/97),6:0 срещу Нюрнберг (Първа Бундеслига 1982/83), 6:1 срещу Кикерс Офенбах (Втора Бундеслига 1999/00), 6:1 срещу Валдхоф Манхайм (Първа Бундеслига 1986/87), 6:1 срещу Борусия Дортмунд (Първа Бундеслига 1985/86), 6:1 срещу Фортуна Дюселдорф (Първа Бундеслига 1983/84), 5:0 срещу Енерги Котбус (Първа Бундеслига 2002/03), 5:0 срещу Алемания Аахен (Втора Бундеслига 1999/00), 5:0 срещу Карлсруе (Първа Бундеслига 1987/88), 5:0 срещу Херта Берлин (Първа Бундеслига 1977/78), 5:1 срещу Волфсбург (Първа Бундеслига 2004/05), 5:1 срещу Кемниц (Втора Бундеслига 1999/00), 5:1 срещу Шалке 04 (Първа Бундеслига 1994/95), 5:1 срещу Тенис Борусия Берлин (Втора Бундеслига 1993/94), 5:1 срещу Щутгарт (Първа Бундеслига 1987/88), 5:1 срещу Блау-Вайс Берлин (Първа Бундеслига 1986/87), 5:1 срещу Шалке 04 (Първа Бундеслига 1980/81);
- Най-изразителни победи като гост: 6:0 срещу Шалке 04 (Първа Бундеслига 1980/81), 5:0 срещу Волфсбург (Втора Бундеслига 1995/96), 4:0 срещу Вакер Бургхаузен (Втора Бундеслига 2005/06), 4:0 срещу Саарбрюкен (Втора Бундеслига 1905/72), 4:0 срещу Тенис Борусия Берлин (Втора Бундеслига 1999/68), 4:0 срещу Карл Цайс Йена (Втора Бундеслига 1995/96), 4:0 срещу Ватеншайд 09 (Първа Бундеслига 1990/91), 4:0 срещу Фортуна Дюселдорф (Първа Бундеслига 1986/87), 4:0 срещу Щутгарт (Първа Бундеслига 1985/86), 5:2 срещу Рот Вайс Аален (Втора Бундеслига 2001/02), 4:1 срещу Байер Леверкузен (Първа Бундеслига 2006/07), 4:1 срещу Хамбург (Първа Бундеслига 1989/90);
- Най-изразителни домакински загуби: 0:6 срещу Вердер Бремен (Първа Бундеслига 2006/07), 0:5 срещу Байерн Мюнхен (Първа Бундеслига 1991/92), 0:4 срещу Хамбург (Първа Бундеслига 2000/01), 0:4 срещу Борусия Мьонхенгладбах (Първа Бундеслига 1983/84), 1:5 срещу Байер Леверкузен (Първа Бундеслига 1998/99), 1:5 срещу Кьолн (Първа Бундеслига 1971/72), 2:6 срещу Майнц 05 (Първа Бундеслига 2004/05), 2:6 срещу Тенис Борусия Берлин (Втора Бундеслига 1999/00), 0:3 срещу Байерн Мюнхен (Първа Бундеслига 2008/09), 0:3 срещу Шалке 04 (Първа Бундеслига 2007/08), 0:3 срещу Арминия Билефелд (Първа Бундеслига 2002/03), 0:3 срещу Байерн Мюнхен (Първа Бундеслига 2000/01), 0:3 срещу Нюрнберг (Първа Бундеслига 1998/99), 0:3 срещу Нюрнберг (Първа Бундеслига 1991/92), 0:3 срещу Хамбург (Първа Бундеслига 1980/81), 0:3 срещу Хамбург (Първа Бундеслига 1979/80), 0:3 срещу Хамбург (Първа Бундеслига 1975/76);
- Най-изразителни загуби като гост: 0:6 срещу Айнтрахт Франкфурт (Първа Бундеслига 1975/76), 0:6 срещу Борусия Мьонхенгладбах (Първа Бундеслига 1972/73), 1:7 срещу Борусия Мьонхенгладбах (Първа Бундеслига 1994/95), 0:5 срещу Борусия Дортмунд (Първа Бундеслига 2000/01), 0:5 срещу Фрайбург (Първа Бундеслига 2000/01), 0:5 срещу Байерн Мюнхен (Първа Бундеслига 1988/89), 0:5 срещу Байерн Мюнхен (Първа Бундеслига 1987/88), 0:5 срещу Хамбург (Първа Бундеслига 1973/74), 1:6 срещу Рот-Вайс Оберхаузен (Втора Бундеслига 2001/02), 1:6 срещу Байерн Мюнхен (Първа Бундеслига 1985/86).

### Вечно класиране на Първа Бундеслига
На базата на правилото за 3 точки при победа Бохум, със своите 1346 точки, заема дванадесето място в таблицата след края на сезон 2008/09.

## Отбори

### Професионален отбор за сезон 2009/10
| №             |          | Играч             | Рождена дата | В отбора от | См      | Кг      | Мач.    | Гол.    | Предишни клубове                                                                        |
| Вратари       | Вратари  | Вратари           | Вратари      | Вратари     | Вратари | Вратари | Вратари | Вратари | Вратари                                                                                 |
| ------------- | -------- | ----------------- | ------------ | ----------- | ------- | ------- | ------- | ------- | --------------------------------------------------------------------------------------- |
| 18            | Германия | Филип Хеерваген   | 13.04.1983   | 2007        | 193     | 83      | 4       | 0       | Унтерхахинг, Байерн Мюнхен, Унтерхахинг                                                 |
| 26            | Германия | Андреас Луте      | 10.03.1987   | 2001        | 194     | 91      | 0       | 0       | Борусия Фелберт, Нидербонсфелд                                                          |
| 31            | Германия | Рене Рено         | 19.02.1979   | 2005        | 186     | 78      | 14      | 0       | Рот-Вайс Есен, Ватеншайд 09, Тенис Борусия Берлин, Херта Берлин, Норден-Нордвест Берлин |
| Защитници     |          |                   |              |             |         |         |         |         |                                                                                         |
| 2             |          | Матиас Конча      | 31.03.1980   | 2007        | 180     | 82      | 33      | 0       | Юргорден, Малмьо, Куладалс                                                              |
| 4             | Германия | Марсел Малтриц    | 02.10.1978   | 2004        | 186     | 81      | 147     | 9       | Хамбург, Волфсбург, Магдебург, Магдебург-Нойщадт                                        |
| 6             |          | Кристиан Фукс     | 07.04.1986   | 2008        | 185     | 80      | 23      | 2       | Матерсбург, Винер Нойщат, Питен                                                         |
| 20            | Германия | Мергим Маврай     | 09.06.1986   | 2007        | 190     | 81      | 25      | 1       | Дармщадт 98, Розенхьое Офенбах, Кикерс Офенбах, Шпортфройнде Зелигенщат                 |
| 21            |          | Марк Пфертзел     | 21.05.1981   | 2007        | 182     | 75      | 56      | 2       | Ливорно, Сет, Троа, Сошо, ФК Базел, Мюлхаузен                                           |
| 24            | Германия | Филип Бьоних      | 20.03.1980   | 2003        | 178     | 73      | 149     | 0       | Дуисбург, Байерн Мюнхен, Айнтрахт Фрайзинг                                              |
| 25            |          | Антар Яхия        | 21.03.1982   | 2008        | 185     | 79      | 74      | 4       | Ница, СК Бастиа, Интер Милано, Сошо                                                     |
| 30            | Германия | Патрик Фабиан     | 11.10.1987   | 2000        | 194     | 89      | 5       | 0       | Шпортфройнде Йострих-Изерлон, Вестхофен                                                 |
| Полузащитници |          |                   |              |             |         |         |         |         |                                                                                         |
| 5             | Германия | Кристоф Дабровски | 01.07.1978   | 2006        | 195     | 82      | 91      | 14      | Хановер 96, Арминия Билефелд, Вердер Бремен, Шьонефелд, Пройсен Берлин, Херта Берлин    |
| 7             | Германия | Паул Фрайер       | 26.07.1979   | 2008        | 180     | 79      | 146     | 17      | Байер Леверкузен, Бохум, Менден, Холцен, Лабенди                                        |
| 8             |          | Андреас Юхансон   | 10.03.1982   | 2009        | 184     | 72      | 0       | 0       | Халмстадс БК, Гетинге                                                                   |
| 10            |          | Жоел Епале        | 20.02.1978   | 2007        | 175     | 80      | 66      | 7       | Ираклис Солун, Панатинайкос, Арис Солун, Панахайки Патра, Етникос Пирея, Унион Дуала    |
| 17            |          | Люис Холтби       | 18.09.1990   | 2010        | 174     | 66      | 3       | 0       | Шалке 04, Алемания Аахен, Борусия Мьонхенгладбах, Грюн-Вайс Шпарта Гердерат             |
| 19            | Германия | Денис Гроте       | 09.08.1986   | 2002        | 180     | 71      | 68      | 6       | Пройсен Мюнстер, Форвертс Ветринген, Кайзерслаутерн                                     |
| 22            |          | Мимюн Азауа       | 17.11.1982   | 2008        | 175     | 63      | 45      | 6       | Шалке 04, Майнц 05, Шалке 04, Майнц 05, Айнтрахт Франкфурт, Франкфурт                   |
| 23            |          | Милош Марич       | 05.03.1982   | 2010        | 176     | 80      | 5       | 0       | Гент, Олимпиакос, Зета Голубовци, Ремонт Чачак, Слобода Ужице                           |
| 27            | Германия | Кевин Фогт        | 23.09.1991   | 2004        | 194     | 80      | 1       | 0       | Вернер Бохум, Лангендреерхолц                                                           |
| Нападатели    |          |                   |              |             |         |         |         |         |                                                                                         |
| 9             |          | Станислав Шестак  | 16.12.1982   | 2007        | 179     | 72      | 58      | 23      | Жилина, Слован Братислава, Татран Прешов                                                |
| 11            |          | Златко Дедич      | 10.05.1984   | 2009        | 182     | 77      | 0       | 0       | Фрозиноне, Пиаченца, ФК Парма, Кремонезе, Парма, Емполи, ФК Парма, Копер                |
| 14            |          | Диего Климович    | 06.07.1974   | 2009        | 191     | 90      | 12      | 4       | Борусия Дортмунд, Волфсбург, Ланус, Реал Валядолид, Райо Валекано, Институто Кордоба    |
| 16            |          | Вахид Хашемян     | 21.07.1976   | 2008        | 182     | 78      | 104     | 35      | Хановер 96, Байерн Мюнхен, Бохум, Хамбург, Пас Клуб Техеран                             |
| 29            |          | Роман Прокоф      | 06.08.1985   | 2008        | 183     | 73      | -       | -       | Санкт Паули, Лудвихсфелд, Унион Берлин                                                  |
| 37            |          | Горан Славковски  | 08.04.1989   | 2010        | 192     | 90      | 0       | 0       | Интер Милано, Шефилд Юнайтед, Интер Милано, Малмьо, Балкан Малмьо                       |

#### Треньорски щаб за сезон 2009/10
|          | Име              | Длъжност             |
| -------- | ---------------- | -------------------- |
| Германия | Хайко Херлих     | старши треньор       |
| Германия | Ираклис Метаксас | помощник-треньор     |
| Германия | Дариуш Вош       | помощник-треньор     |
| Германия | Нико Михати      | помощник-треньор     |
| Германия | Петер Грайбер    | треньор на вратарите |

### Аматьорски отбор
| №             |          | Играч              | Рождена дата   | В отбора от | См      | Кг      | Мач.    | Гол.    | Предишни клубове                                                               |
| Вратари       | Вратари  | Вратари            | Вратари        | Вратари     | Вратари | Вратари | Вратари | Вратари | Вратари                                                                        |
| ------------- | -------- | ------------------ | -------------- | ----------- | ------- | ------- | ------- | ------- | ------------------------------------------------------------------------------ |
| -             |          | Михаел Есер        | 22.11.1987     | 2008        | -       | -       | -       | -       | Зодинген                                                                       |
| -             | Германия | Маркус Шолц        | 17.05.1988     | 2009        | -       | -       | -       | -       | Шпортфройнде Йострих-Изерлон                                                   |
| Защитници     |          |                    |                |             |         |         |         |         |                                                                                |
| -             | Германия | Йонас Аквистапаце  | 18.06.1989     | -           | -       | -       | -       | -       | Рот Вайс Аален                                                                 |
| -             | Германия | Кристоф Каспари    | 06.08.1988     | 2009        | 178     | 73      | -       | -       | Фортуна Дюселдорф, Байер Леверкузен, Фортуна Дюселдорф, ДШФ Дюселдорф, Елер 04 |
| -             |          | Нурдин Хрустич     | 05.11.1988     | 2009        | 193     | -       | -       | -       | Джексънвил Долфинс                                                             |
| -             | Германия | Кристиан Калина    | 18.12.1987     | 2007        | 185     | 84      | -       | -       | Шпрокхьофел                                                                    |
| -             |          | Кристиан Менгерт   | 23.02.1990     | 2005        | 185     | -       | -       | -       | Хордел, Ватеншайд 09, Полицай Бохум                                            |
| -             | Германия | Матиас Остърцолек  | 05.06.1990     | 2004        | -       | -       | -       | -       | Вернер Бохум                                                                   |
| -             |          | Паскал Пеловски    | 18.12.1988     | 2009        | 185     | 75      | -       | -       | Дармщат 98, Виктория Грийсхайм, Вайтерщат                                      |
| -             | Германия | Роувен Шрьодер     | 18.10.1975     | 2007        | 187     | 80      | -       | -       | Любек, Дуисбург, ФФЛ Бохум                                                     |
| Полузащитници |          |                    |                |             |         |         |         |         |                                                                                |
| -             |          | Миркан Айдън       | 08.07.1987     | 2007        | 188     | 83      | -       | -       | Шпрокхьофел, Ватеншайд 09                                                      |
| -             | Германия | Заша Доноугер      | 18.05.1989     | 2009        | 186     | -       | -       | -       | Баунатал, Ред Бул Ню Йорк, Волфсбург, Арминия Билефелд, Баунатал               |
| -             | Германия | Юрген Дуа          | 19.12.1985     | 2007        | 178     | 80      | -       | -       | Ватеншайд 09                                                                   |
| -             | Германия | Марк Ржатковски    | 02.03.1990     | -           | -       | -       | -       | -       | Лангендреер 04                                                                 |
| -             |          | Филип Землитс      | 09.11.1990     | 2006        | -       | -       | -       | -       | Пройсен Мюнстер                                                                |
| -             |          | Джанлука Дзаваризе | 28.07.1986     | 2008        | 182     | 73      | -       | -       | Белуно                                                                         |
| -             |          | Оливер Цех         | 31 януари 1987 | 2008        | 185     | 77      | -       | -       | Арминия Билефелд                                                               |
| Нападатели    |          |                    |                |             |         |         |         |         |                                                                                |
| -             |          | Салваторе Бари     | 07.11.1987     | 2009        | 181     | -       | -       | -       | Клайн-Карбен, Виктория Грийсхайм, 1. ФКА Дармщат                               |
| -             |          | Виктор Брайнингер  | 22.06.1988     | 2009        | -       | -       | -       | -       | Оснабрюк, Кьолн, Линген, Фререн                                                |
| -             |          | Юстин Айлерс       | 13.06.1988     | 2009        | 184     | 75      | -       | -       | Айнтрахт Брауншвайг, ФТ Брауншвайг                                             |
| -             | Германия | Майк Хибелн        | 27.03.1989     | 2007        | -       | -       | -       | -       | Блау-Гелб Шверин                                                               |
| -             |          | Мохамед Лабиад     | 07.08.1989     | 2008        | -       | -       | -       | -       | Любек                                                                          |
| -             |          | Александер Нойман  | 13.08.1989     | 2008        | 179     | 73      | -       | -       | Вердер Бремен, Ферден, Юзен                                                    |

## Личности от историята на клуба

### Известни бивши футболисти
| - Ханс-Йоаким Абел - Холгер Аден - Дитер Баст - Франк Бенатели - Марко Дикхаут - Томас Ернст - Франк Фаренхорст - Хари Фехнер - Херман Герланд - Дирк Хелмих - Михаел Хубнер - Матиас Як | - Йозеф Качор - Ханс-Юрген Кьопер - Петер Кьоцле - Мартин Крее - Щефан Кунц - Михаел Ламек - Уве Лайфелд - Кай Михалке - Йозеф Нел - Валтер Освалд - Петер Пешел - Томас Райз | - Дирк Рийхман - Хилко Ристау - Михаел Ржихачек - Кристиан Шрайер - Франк Шулц - Томас Щикрот - Франц-Йозеф Тенхаген - Ханс Валица - Уве Вегман - Андреас Веселс - Лотар Вьолк - Ралф Цумдик | - Тордур Гудйонсон - Роб Реекерс - Томаш Валдох - Теофанис Гекас - Томас Кристиансен - Георги Донков - Йълдърай Баштюрк - Дариуш Вош |

## Български футболисти
- Георги Донков: 1996/98 - (53 мача - 13 гола)

#### Открити футболни таланти
Бохум си печели реномето на откривател на таланти за големия футбол, като списъкът вклюва футболисти като:
- Щефан Кунц, 120 мача и 47 гола за Бохум, Европейски шампион от 1996 г., от 2006 до 2008 г. – спортен директор на клуба;
- Йълдърай Баштюрк, 74 мача и 6 гола за Бохум, турски национален футболист, играе за клуба от 1997 до 2001 г.;
- Паул Фрайер, 81 мача и 9 гола за Бохум, 17 срещи за германския национален отбор, играе в клуба от 1997 до 2004 и от 2008 г. до днес;
- Франк Фаренхорст, 106 мача и 13 гола за Бохум, 2 срещи за националния отбор на Германия, играе за клуба от 1996 до 2004 г.;
- Уве Вегман, 214 мача и 52 гола за Бохум, от 1985 до 1993 г. в клуба, наречен е „Алпийския бомбардир“;
- Мартин Крее, 164 мача и 28 гола за Бохум, от 1983 до 1989 г. в клуба, става шампион на Германия и победител в Шампионската лига с Борусия Дортмунд;
- Херман Герланд, 204 мача и 4 гола за Бохум, от 1972 до 1984 г. играе за клуба; от 1986 до 1988 г. е треньор на Фау Еф Ел;
- Кристиян Шрайер, 98 мача и 37 гола, след 3 сезона за клуба преминава в Байер Леверкузен, през 1984 г. играе една среща с екипа на Германия;
- Дариуш Вош, 239 мача и 28 гола за Бохум, 24 срещи за националния отбор на Германия, в клуба от 1991 до 1998 и от 2001 до 2007 г.

#### Футболисти с най-много мачове в Първа Бундеслига
- Михаел Ламек, 518 мача и 38 гола за Бохум в периода 1972 – 1988 г.;
- Лотар Вьолк, 385 мача и 26 гола за Бохум в периода 1977 – 1989 г.;
- Валтер Освалд, 353 мача и 24 гола за Бохум в периода 1978 – 1991 г.;
- Франц-Йозеф Тенхаген, 306 мача и 20 гола за Бохум в периодите 1973 – 1981 и 1984 – 1988 г.;
- Ралф Цумдик, 282 мача и 1 гол за Бохум в периода 1981 – 1995 г.

#### Футболисти с най-много голове в Първа Бундеслига
- Ханс-Йоаким Абел, 60 гола (1977 – 82)
- Ханс Валитца, 53 (1971 – 74)
- Уве Вегман, 52 (1985 – 95)
- Йозеф Качор, 51 (1974 – 81)
- Щефан Кунц, 47 (1983 – 86 и 1998 – 99)

#### Голмайстори на Първа Бундеслига
- Щефан Кунц през 1986 г. с 22 гола;
- Томас Кристиансен през 2003 г. с 21 гола;
- Теофанис Гекас през 2007 г. с 20 гола.

#### Национални футболисти
Германия
През годините екипът на Бохум е обличан от национални футболисти на различни страни, но тримата германски национали, призовани в „бундестима“ като играчи на Фау Еф Ел са Паул Фрайер, Франц-Йозеф Тенхаген и Дариуш Вош.
Други национални отбори
- Съндей Олисе, 32 мача и 1 гол за Бохум, 62 мача за Нигерия. След като играе в Аякс Амстердам и Ювентус нигериецът е преотстъпен от Борусия Дортмунд на Фау Еф Ел през 2002 г. След като се сбива със съотборника си Вахид Хашемян през 2004 г. Олисе е принуден да напусне клуба;
- Ерик Уиналда, 107 мача за САЩ (34 гола), две участия на световни първенства. Играе за Бохум в периода 1994 – 1996 г.;
- Ким Йоо-сунг, 34 мача и 4 гола за Бохум, трикратен футболист на Азия, трикратен участник на световни първенства с Южна Корея, второ място в класацията „Азиатски футболист на ХХ век“. Играе за клуба в периода 1992 – 1994 г.;
- Фабио Жуниор Перейра, закупен през 1999 г. за около 15 милиона щатски долара за Рома от бразилския му клуб Крузейро. Играл в Португалия, Япония и Обединените Арабски Емирства, а в Бохум премиинава със свободен трансфер. Играе 15 пъти за Бразилия.

Национали от днешния състав
Антар Яхия (Алжир), Даниел Имхоф (Канада), Матиас Конча (Швеция), Станислав Шастак (Словакия), Жоел Епале (Камерун), Даниел Фернандес (Португалия), Вахид Хашемян (Иран)
Младежки национали
Футболисти с участия в младежки национални отбори от настоящия състав на Бохум: Денис Гроте, Кристоф Дабровски и Мергим Маврай.

### Всички треньори на Бохум от 1967 г.
Наставници, тренирали Бохум от класирането на отбора в Първа Бундеслига през 1967 г.:
|          | Име                  | Период       |
| -------- | -------------------- | ------------ |
| Германия | Херман Епенхоф       | 1967 до 1972 |
| Германия | Хайнц Хьоер          | 1972 до 1979 |
| Германия | Хелмут Йохансен      | 1979 до 1981 |
| Германия | Ролф Шафщал          | 1981 до 1986 |
| Германия | Херман Герланд       | 1986 до 1988 |
| Германия | Франц-Йозеф Тенхаген | 1988 до 1989 |

|          | Име             | Период       |
| -------- | --------------- | ------------ |
| Германия | Райнхард Зафтих | 1989 до 1991 |
| Германия | Ролф Шафщал     | 1991         |
| Германия | Холгер Осиек    | 1991 до 1992 |
| Германия | Юрген Гелсдорф  | 1992 до 1994 |
| Германия | Клаус Топмьолер | 1994 до 1999 |
| Германия | Ернст Мидендорп | 1999         |

|           | Име            | Период       |
| --------- | -------------- | ------------ |
| Германия  | Бернард Дийтц  | 1999         |
| Германия  | Ралф Цумдик    | 1999 до 2001 |
| Германия  | Ролф Шафщал    | 2001         |
| Германия  | Бернард Дийтц  | 2001         |
| Германия  | Петер Нойрурер | 2001 до 2005 |
| Швейцария | Марсел Колер   | 2005 до 2009 |

|          | Име            | Период  |
| -------- | -------------- | ------- |
| Германия | Франк Хайнеман | 2009    |
| Германия | Хайко Херлих   | от 2009 |

### Президенти
- 1967 – 1993 Отокар Вюст
- 1993 – 2003 Вернер Алтегоер (от 2002 г. председател на надзорния съвет на клуба)

От 1 април 2003 г. оперативната работа на клуба се води от главно управление, съставено от Ансгар Швенкен (икономически операции и администрация) и Томас Ернст (спортен директор). Дитер Майнхолд (маркетинг) се оттегля от управителния съвет на 30 юни 2006 г.

## Клубна среда на Бохум

### Стадион
От 1911 г. предшествениците на Фау Еф Ел Германия Бохум и СуС Бохум провеждат срещите си на игрище на Кастропер Щрасе на север от центъра на Бохум. Така в по-късен исторически етап Бохум наследява традицията да играе на същото място и днес Ревирпауър-Щадион е един от легендарните стадиони в Германия.
Първата документирана среща на улица Кастропер е от 8 октомври 1911 г. между СуС Бохум и Фау Еф Бе Хам. През 20-те години клубовете застрояват игрището си и го правят един от най-модерните стадиони в Западна Германия за времето си. С капацитет от около 50 000 места игрището приема лекоатлетически турнири, като в Бохум се състезават и атлети като Джеси Оуенс и Пааво Нурми. На 2 юли 1922 г. на стадиона за първи път играе националният отбор на Германия. Домакините и Унгария завършват наравно – 0:0.
След Втората световна война Щадион ан дер Кастропер Щрасе преминава в собственост на бохумската община. Фау Еф Ел играе домакинствата си на стадиона, а през 70-те години започва ремонт и преустройство със средства на федералната провинция Северен Рейн-Вестфалия. Поради строителните работи Бохум играе шест от домакинствата си на стадиона Шлос Щрюнкеде в съседния град Херне. Куриозното е, че Фау Еф Ел печели пет от шестте срещи и така се спасява от изпадане.
Официалното откриване на Рурщадион е на 30 юли 1979 г. Днес стадионът е преименуван на Ревирпауър-Щадион по рекламни съображения и произтичащите от това приходи. Първоначално арената е планувана за 42 000 зрители, но поради преустройства на правостоящите в седящи места и монтиране на електронно табло актуалният капацитет е 31 328 покрити места; 15 689 от които са седалки. Въпреки че е един от най-старите стадиони на професионални отбори в Германия Ревирпауър-Щадион се радва на особеното уважение на футболните запалянковци поради своята компактност и за близостта на трибуните до игрището. При запитване на фенсписанието „Щадионвелт“ (български: Стадионен свят) Рурщадион е избран на първо място за най-любим стадион при гостуване в Първа Бундеслига. През 80-те и 90-те години стадионът в Бохум приема домакинства на германския национален отбор – срещу Финландия, Югославия и Гана.
Точно до стадиона от средата на 2003 г. се намира и стадионния център на Фау Еф Ел. В него са разположени фенмагазин, ресторант, клубни офиси и ВИП-ложи. Чрез построен мост, водещ към стадиона ложите и главната трибуна са непосредствено свързани.
След продажбата на правата върху името на стадионния център, клубът решавада продаде и правата върху името на стадиона през лятото 2006 г. Името е купено от общинската компания Щадверке Бохум, която го кръщава на дъщерната си фирма Ревирпауър.
В съседство със стадиона са разположени „Старлайтхале“ и новопостроената конгресна зала РурКонгрес. До Ревирпауър-Щадион се стига с линии 308 и 318 на бохумския градски транспорт.

### Привърженици
Най-старият фенклуб на Бохум „Бохумер Юнген“ („Бохумските момчета“) е основан на 15 май 1972 г. и се счита за най-стария фенклуб в Германия изобщо. През 1999 г. най-крайните привърженици на отбора основават движението „Ултрас Бохум“. Тези запалянковци по правило стоят на източната трибуна или седят в блок „А“ на Ревирпауър-Щадион по време на срещите на своите любимци. За противниковите фенове е отредено пространството на западната трибуна.
По-възрастните привърженици на Бохум хранят известни симпатии към Байерн Мюнхен, което е малко необичайно за футболния живот в Германия. Враговете на клуба са местните съперници Борусия Дортмунд и Шалке 04, както и Арминия Билефелд. През 90-те години известни стават сблъсъците с другия отбор от Бохум Ватеншайд 09, които противопоставят футболните запалянковци от града срещу тези от квартала Ватеншайд.

#### Известни привърженици на Бохум
Освен музикантът Херберт Грьонемайер (играещ и главна роля в известния германски филм „Подводницата“ – „Das Boot“), който притежава и членска карта на клуба, фенове на Фау Еф Ел са и политикът Волфганг Клемент, писателят Франк Гоосен, журналистът Кристоф Бирман, киноактьорите Ханс Вернер Олм, Уве Фелензийк и Армин Роде, както и телевизионните полицаи Тото и Хари, които водят предаване по германския телевизионен канал SAT.1.

### Песни за Бохум
Официалният химн на Фау Еф Ел Бохум е песента "Mein VfL", която звучи преди всеки двубой на Ревирпауър-Щадион. Друга популярна песен на стадиона е изпълнението на израсналия в рурския град Херберт Грьонемайер "Bochum". След всяко домакинско попадение бохумските футболисти се радват под звуците на "Song 2" на британците Блър.

### Спонсори
Бохум играе за първи път през март 1976 г. със спонсорско лого на екипите си. Това е стилизираният бик от емблемата на компанията за храни Озбърн. Големината на рекламата противоречи на изискванията на ГФС и клубът е принуден да намали размера ѝ и през 1977 г. на фланелките на Фау Еф Ел пише само „Озбърн“.
През следващите години Бохум рекламира общо 9 рекламодатели. Супермаркетите Плюс рекламират през сезон 1979/80, а от лятото на 2009 г. на екипите на Фау Еф Ел стои надписът „Нетто“, който отново приннадлежи на „Плюс“.
Кратък списък на главните спонсори на клуба:
- 1976 – 1979: Озбърн (Osborne) – хранителна компания;
- 1979 – 1980: Плюс (Plus) – верига супермаркети;
- 1980 – 1982: Фото Порст (Photo Porst) – компания за фотографски консумативи;
- 1982 – 1986: Полстервелт (Polsterwelt);
- 1986 – 1988: Опел (Opel) – автомобилна компания със заводи в Бохум;
- 1988 – 1992: Тригема (Trigema) – текстилна компания за тениски и тенис принадлежности;
- 1992 – 2002: Лото „Фабер“ (Faber Lotto-Service) – хазартна компания;
- 2002 – 2007: Де Ве Ес (DWS) – инвестиционно дружество;
- 2007 – 2009: Кик (KiK) – верига магазини за дрехи на ниски цени;
- от 2009: Нетто (Netto Marken-Discount) – верига супермаркети, собственост на обединението „ЕДЕКА-Плюс“.

## Любопитни факти
- На 18 септември 1976 Бохум губи домакинството си от Байерн Мюнхен с 5:6, след като води в резултата с 4:0. „Баварците“ играят със Сеп Майер, Франц Бекенбауер, Ули Хьонес, Герд Мюлер и Георг Шварценбек – петима футболисти, станали световни шампиони през 1974 г. Не само преднината с 3:0 на почивката за домакините е изненада, а и крайният резултат оформен след победен гол на Ули Хьонес в 89 минута на срещата. Поради драматичността си срещата е определена като мача на века за бохумците.
- През сезон 1995/96 играчите на Фау Еф Ел Петер Пешел, Томас Ернст, Томас Райс и Петер Кьоцле се подстригват „нула номер“ и така спазват обещанието си в случай на европейска квалификация. Това се повтаря през 2003/04, когата наставникът Петер Нойрурер обръсва своите мустаци още на Рурщадион след решаващия мач с Хановер 96, осигуряващ място в турнира за Купата на УЕФА.
- Теофанис Гекас е третият голмайстор на Първа Бундеслига, носещ екипа на Бохум. И тримата голаджии напускат отбора след успешния сезон.
- През 1955 г. Фау Еф Ел Бохум е първият германски футболен клуб, който пътува за Израел за приятелска среща.
- Клубът изважда от употреба фланелката с номер 12, за да почете своите привърженици, които са „12-ия играч“ на отбора.

### Бира
Бохумската пивоварна „Мориц Фийге“ осигурява официалната бира на Фау Еф Ел и е традиционен партньор на футболния клуб. Освен светло пиво, фабриката произвежда и тъмна, пшенична и нискоалкохолна бира, както и характерната за Долен Рейн алт.